# Винокурово (Пермский край)
Винокурово — деревня в Чернушинском районе Пермского края. Входит в состав Рябковского сельского поселения.
Находится примерно в 16 км к северо-востоку от центра города Чернушки.

## История
Известна с 1862 г.

## Население
В 2005 году численность населения составляла 1 человек.
По результатам переписи 2010 года численность населения составила 2 человека (мужчина и женщина).